# Hospital Comarcal de la Selva
L'Hospital Comarcal de la Selva, també conegut com l'Hospital de Blanes pel fet que es troba al terme municipal de Blanes (i a prop del de Lloret de Mar). També se l'anomena Hospital Comarcal de Blanes, per distingir-lo de l'antic Hospital de Sant Jaume de Blanes.
Forma part de la Xarxa d'Hospitals d'Utilització Pública (XHUP), proveïdor de serveis del Servei Català de la Salut. El seu àmbit d'actuació són les comarques de la Selva Marítima i l'Alt Maresme.
Pertany a la Corporació de Salut del Maresme i la Selva, igual que l'Hospital Comarcal Sant Jaume de Calella, amb el qual comparteix serveis i prestacions. Va ser inaugurat el 22 de maig del 1993.